# Sophia Saint Rémy Martelly
Sophia Saint-Rémy Martelly, née Sophia Saint-Rémy le 9 octobre 1965, est l’épouse du 56e président de la République d’Haïti, Michel Joseph Martelly. Elle est originaire des Gonaïves, chef-lieu du Département de l’Artibonite, au Nord de Port-au-Prince. Aînée de sa famille, elle est la fille de Charles Edouard Saint-Rémy, originaire des Gonaïves et Mona Lisa Florez, elle-même originaire de Port-au-Prince.
Elle fut la Première dame de la République d'Haiti du 14 mai 2011 au 7 février 2016.

## Biographie
Sophia Saint-Rémy Martelly naît le 9 octobre 1965 à New York. Aînée de sa famille, elle est la fille de Charles Édouard Saint-Rémy, originaire des Gonaïves et Mona Lisa Florez, elle-même originaire de Port-au-Prince.
Sophia Martelly a entamé des études primaires dans sa ville d’origine avant que la famille déménage à Port-au-Prince. Elle sera admise alors chez les Sœurs Saint Joseph de Cluny et elle terminera ses études secondaires à Union School, une école internationale.
En 1987, Sophia lie sa vie à celle de Michel Joseph Martelly. De cette union naitront quatre enfants : Michel-Olivier, Michel-Alexandre, Michel-Yani et Malaïka-Michel. Durant les premières années de son mariage, elle jonglera avec les responsabilités familiales et la vie professionnelle en tant qu'employée de la CARE-Haïti.

## Engagements
Dès l’avènement du Président au pouvoir, Sophia Martelly a tout de suite identifié la santé comme son champ d’intervention. Elle en a fait son principal plaidoyer et travaille en collaboration avec le Ministère de la Santé Publique et de la Population (MSPP) pour que soit implanté dans chaque commune d’Haïti un centre de santé. Un vieux rêve, dit-elle.
En attendant, elle parcourt le pays avec une équipe médicale qui prodigue des soins gratuits à des personnes de conditions modestes à travers une clinique mobile.
Sophia Martelly siège depuis 2011 en tant que Présidente de l’Instance de Coordination des projets du Fonds mondial de lutte contre le sida, la tuberculose et le paludisme (CCM Haïti). Elle a contribué à redynamiser la réponse nationale à ces trois maladies en assurant l’implication de tous les secteurs de la société et rassurer les principaux bailleurs sur la bonne gestion des fonds alloués à Haïti dans le cadre de la réponse au VIH.
Sous sa présidence, cette instance de coordination a été reconnue comme l’une des plus dynamiques de la Caraïbe. Elle sert aussi d’Ambassadrice de Aba Grangou, la stratégie nationale de lutte contre la Faim et la Malnutrition entreprise par le Président dont l’objectif est de réduire de moitié d’ici à 2016 la part de la population qui souffre de malnutrition et d’éradiquer la faim en Haïti d’ici à 2025

## Annexe